# Буря над планетою Чаклун
Буря над планетою Чаклун (англ. Storm Over Warlock) — науково-фантастичний роман американської письменниці Андре Нортон, вперше опублікований 1960 року.
Перша книга серії «Предтечі»; про артефакти могутньої зниклої цивілізації.

## Зміст
Шен Ланті залишився живим, бо відлучався з невеликої терранської бази на планеті Чаклун у системі Цирцеї, щоб відстежити двох зниклих генно-модифікованих росомах, Тагі та Тогі, і повернути їх на базу, перш ніж хтось помітить їх втечу. За його відсутності сила Трогів, непримиренно ворожих комахоїдних прибульців, атакує базу та вбиває всіх її мешканців. Шен втікає разом з росомахами і бачить, як підбитий корабель-розвідник знищує літаючу тарілку трогів.
На місці падіння Шена застає поранений трог, але старший його цікувальника, пілот з корабля-розвідника Рагнар Торвальд вбиває чужинця. Кілька днів по тому вони здійснюють нічний наліт на базу, яку на той час окупували троги, щоб забрати трохи припасів та корисні речі. На плоту вони прямують до далекого моря, де сподіваються знайти притулок.
Уникнувши пошукової групи трогів, вони досягають своєї мети. Торвальд демонструє диск, схожий на монету, який раптово вводить його в транс і бере під контроль його розум. Шен вибиває диск з руки Торвальда, і той приходить до тями, але диск залишає в його свідомості думку: вони повинні подорожувати через воду до певного острова. Вони будують імпровізоване каное й дістаються острова, але розум Торвальда знову піддається нападу, і він покидає острів, висаджуючи там Шена і росомах.
Шен прагне втекти з острова, щоб повернутися на материк разом з росомахами. Але він виявляє, що також вразливий до телепатичного контролю розуму: під час сну він саботує власну роботу. Він встановлює пастку, сподіваючись зловити свого телепатичного нападника, і незабаром знаходить маленьку драконоподібну чужинку. Ця тендітна істота жіночого роду веде його в печеру до трьох своїх співплемінниць, які хочуть дізнатися, хто він такий.
У заповненій туманом печері Шен повинен зіткнутися зі старими спогадами, якимось чином фізично реальними, якщо він вірить у них. Щоб вижити, йому потрібно відрізнити реальність від навіювання. Під час випробування він спілкується з Торвальдом, який називає тубільців вайвернами. Разом двоє чоловіків тікають із печери, а Шен рятує молодшу вайверну від морського чудовиська.
Тепер вайверни дають Шену місію. Він повинен витягти пораненого трога з печери, в якій він знайшов притулок. вайверни не можуть зробити це самі, тому що розум трога настільки примітивний, що методи контролю розуму вайверни не впливають на нього. Шену вдається вивести пораненого трога, але його захоплює група трогів, посланих врятувати їх пораненого товариша. Троги повертають Шена на базу терран і наказують йому викликати корабель колоністів, який прибуває, щоб заманити його вниз, щоб троги могли вбити пасажирів і екіпаж. Шену вдається попередити корабель, який викликає патрульний крейсер, прирікаючи трогів. Перш ніж троги починають катувати Шена, Торвальд і вайверни огортають їх туманом, який реалізує їхні найгірші страхи та вбиває їх. Разом люди з корабля та вайверни виловлюють залишки трогів на планеті.
Після того, як його рани зажили, Шен дізнається, що вони з Торвальдом мають сформувати ядро посольства, створеного на Чаклуні для підтримки контакту з вайвернами, бо населену планету колонізувати заборонено.